# هرمان جوزف مولر
هرمان جوزف مولر (به انگلیسی: Hermann Joseph Muller) (زادروز ۲۱ دسامبر ۱۸۹۰ - مرگ ۵ آوریل ۱۹۶۷) دانشمند و ژنتیک‌شناس آمریکایی بود. مولر در سال ۱۹۴۶ برنده جایزه نوبل فیزیولوژی و پزشکی به دلیل تحقیق پیرامون اثرات فیزیولوژیکی و ژنتیکی تابش (پرتو X) شد. او همچنین دارای دیدگاه‌های سیاسی صریحی بود و همواره بر خطرات شدید ذرات رادیواکتیو، در زمان استفاده یا آزمایش جنگ‌افزارهای هسته‌ای هشدار می‌داد و نقش بارزی در روشن‌سازی افکار عمومی در مورد خطرات این گونه سلاح‌ها داشت. مولر پیرامون ژنتیک، رده‌بندی جدیدی را ارائه کرد که به رده‌بندی مولر مشهور است.